# Štefan Senecký
Štefan Senecký (* 6. ledna 1980, Nitra, Československo) je slovenský fotbalový brankář a bývalý reprezentant.
Mimo Slovensko hrál v Turecku a České republice.

## Klubová kariéra
Rodák z Nitry prošel všemi mládežnickými týmy místního klubu, dokud v roce 2005 nedostal příležitost v A-týmu, ve kterém působil až do roku 2008 a dokonce se dostal do slovenské reprezentace. Rokem 2008 přestoupil do tureckého klubu Ankaraspor AŞ, kde působil až do roku 2009, kdy se musel stěhovat do týmu MKE Ankaragücü po vyřazení svého týmu z nejvyšší soutěže. V zimě 2010 přišel na hostování do pražské Slavie, po čtyřech odchytaných utkáních se však hned v létě toho roku vrátil do svého mateřského klubu.
V Turecku pokračoval v kariéře v MKE Ankaragücü a Sivassporu. Od července 2013 byl rok volným hráčem bez angažmá kvůli přetržené achillovce. V srpnu 2014 se objevil v druholigovém slovenském týmu ŠKF Sereď, hrajícího skupinu západ. Trenér Tibor Meszlényi ho postavil do zápasu 4. kola proti B-týmu Žiliny, ale první zápas po dlouhé době se příliš nevydařil, Senecký třikrát inkasoval a Sereď prohrála.
V lednu 2015 přestoupil do MFK Ružomberok, podepsal kontrakt na jeden a půl roku. Během angažmá byl několikrát zraněný. V prosinci 2015 v klubu skončil.

## Reprezentační kariéra
V letech 2007–2009 odchytal 12 utkání za slovenský národní tým. Debutoval 22. 8. 2007 v přátelském utkání v Trnavě proti Francii (porážka 0:1).

### Reprezentační zápasy
Zápasy Štefana Seneckého za A-mužstvo Slovenska
| Rok    | Zápasy | Góly |
| ------ | ------ | ---- |
| 2007   | 4      | 0    |
| 2008   | 6      | 0    |
| 2009   | 2      | 0    |
| Celkem | 12     | 0    |